# 1059 Mussorgskia
1059 Mussorgskia este un asteroid din centura principală, descoperit pe 19 iulie 1925, de Vladimir Albițki.